# Federazione Europea dei Geologi
La Federazione Europea dei Geologi (European Federation of Geologists) è un'organizzazione professionale internazionale senza scopo di lucro, fondata nel 1980, che rappresenta le associazioni nazionali di geologi in Europa.
Il suo scopo principale è quello di promuovere la professione del geologo, sostenendo elevati standard etici e professionali, e contribuire allo sviluppo sostenibile e alla gestione responsabile delle risorse naturali.

## Riconoscimenti
Il titolo EurGeol, istituito dalla EFG, è uno standard riconosciuto a livello europeo che certifica la competenza e l'etica dei professionisti della geologia.